# شحیم
شحیم (به عربی: شحیم) یک شهرک و محوطه باستانی در لبنان است که در شهرستان شوف واقع شده‌است.